# Полесский государственный университет
Полесский государственный университет (бел. Палескі дзяржаўны ўніверсітэт) — высшее учебное заведение в Пинске (Брестская область, Беларусь).

## История
Университет был создан 5 апреля 2006 года Указом Президента Республики Беларусь № 203 на базе Пинского филиала Белорусского государственного экономического университета и Пинского государственного высшего банковского колледжа Национального банка Беларуси. С 2006 по 2013 год университет подчинялся Национальному банку Республики Беларусь, Указом Президента Республики Беларусь № 141 от 2 апреля 2013 года учреждение образования передано в подчинение Министерства образования Республики Беларусь. Ректор университета — Валерий Иванович Дунай.

## Факультеты и другие подразделения
Университет имеет следующие факультеты:
- Факультет экономики и финансов (специальности «Финансы и кредит», «Бухгалтерский учёт, анализ и аудит», «Лингвистическое обеспечение межкультурных коммуникаций (внешнеэкономический связи)», «Экономика и управление на предприятии», «Маркетинг», «Менеджмент», «Аналитическая экономика», «Бизнес-администрирование (Предпринимательская деятельность в сфере физической культуры, спорта и международного туризма)», «Финансовая и банковская экономика», «Управление инновационными проектами промышленных предприятий»);
- Инженерный факультет: (специальности «Информационные технологии финансово-кредитной системы», «Технология переработки рыбной продукции», «Ландшафтное проектирование»);
- биотехнологический факультет (специальности «Биохимия», «Биология (биотехнология)», «Биология (научно-производственная деятельность)»);
- факультет организации здорового образа жизни (специальности «Физическая культура», «Оздоровительная и адаптивная физическая культура», «Физическая реабилитация и эрготерапия», «Спортивно-педагогическая деятельность (тренерская работа — гребля, плавание)»);
- факультет дополнительного образования.

Университет готовит специалистов по 18 специальностям I ступени высшего образования, 7 специальностям II ступени высшего образования и 9 специальностям переподготовки руководящих работников и специалистов, имеющих высшее образование. На 1 сентября 2006 года в университете обучалось 4 042 человека (из них 1 009 на дневной и 3 033 на заочной форме). В 2011 году половина из четырёх тысяч студентов обучались на дневном отделении. Университет обеспечивает всех студентов общежитиями.
При университете действует также лицей (10-11 классы) со специализированными по спорту, физико-математическими и химико-биологическими профильными классами.
Подготовка специалистов высшей квалификации ведется через магистратуру, аспирантуру и докторантуру университета.
Подготовка специалистов на II ступени высшего образования (магистратура) осуществляется по двум видам программ:
1.Образовательная программа высшего образования второй ступени, формирующая знания, умения и навыки научно-педагогической и научно — исследовательской работы и обеспечивающая получение степени магистра (специальности -«Экономика и управление народным хозяйством»;«Финансы, денежное обращение и кредит»; «Бухгалтерский учёт, статистика»; «Теория и методика физического воспитания, спортивной тренировки, оздоровительной и адаптивной физической культуры»; «Биология»).
2.Образовательная программа высшего образования второй ступени с углубленной подготовкой специалиста и обеспечивающая получение степени магистра, практико-ориентированная магистратура (специальности -«Финансы и кредит»; «Бухгалтерский учёт, анализ и аудит»; «Экономика и управление на предприятии»; «Бизнес-администрирование»; «Маркетинг»; «Прикладная биотехнология»; «Производство и хранение рыбной продукции»).
Аспирантура по специальностям: «Биотехнология» (в том числе бионанотехнологии) (сельскохозяйственные науки); «Теория и методика физического воспитания, спортивной тренировки, оздоровительной и адаптивной физической культуры» (педагогические науки); «Экономика и управление народным хозяйством» (экономические науки); «Финансы, денежное обращение и кредит» (экономические науки).
Докторантура по специальности «Теория и методика физического воспитания, спортивной тренировки, оздоровительной и адаптивной физической культуры» (педагогические науки)
Университет располагает современной материально-технической базой: административное здание, 3 учебных корпуса, 5 комфортабельных общежитий, университетский спортивный комплекс, в состав которого входят стадион, ледовая арена, универсальный зал игровых видов спорта, плавательные бассейны, плоскостные спортивные сооружения, учебно-медицинский центр. Функционирует учебно-тренировочная база по гребным и парусным видам спорта.

## Издательская деятельность
Университет издает 5 журналов:
- Экономика и банки[3];
- Здоровье для всех[4];
- Веснік Палескага дзяржаўнага універсітэта. Серыя грамадскіх і гуманітарных навук[5];
- Веснік Палескага дзяржаўнага універсітэта. Серыя прыродазнаўчых навук[6].
- Туризм и гостеприимство[7].